# I Congreso Nacional del Kuomintang

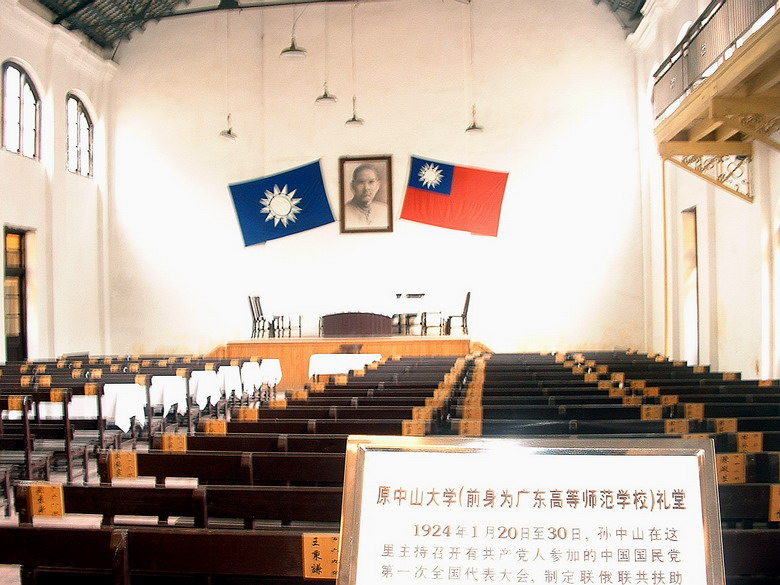
Sede del I Congreso Nacional del Kuomintang

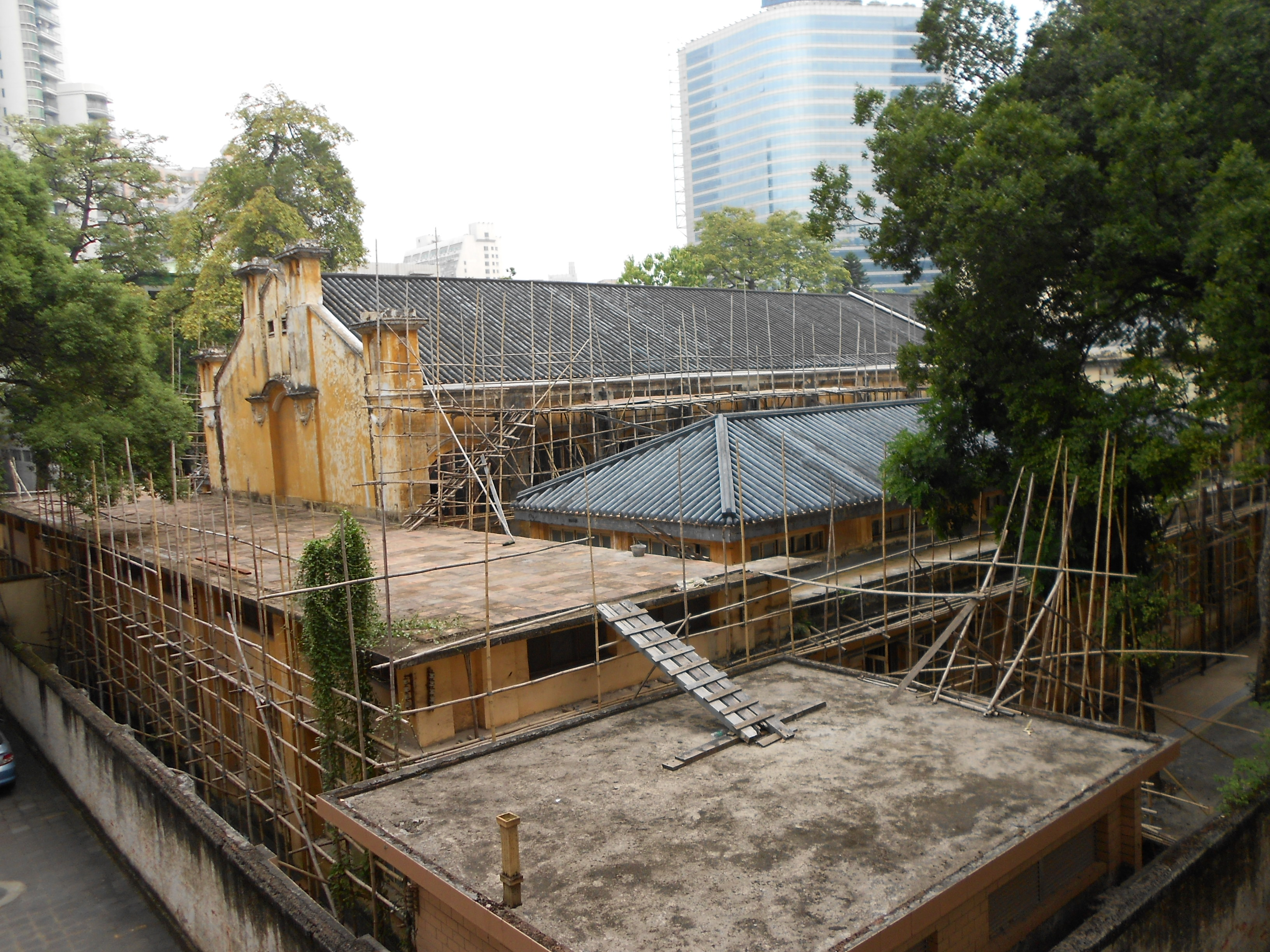
Exterior del edificio

El I Congreso Nacional del Kuomintang (en chino, 中國國民黨第一次全國代表大會) fue el primer congreso nacional del Kuomintang, celebrado del 20 al 30 de enero de 1924 en Cantón, provincia de Cantón, República de China.

## Resultados
Durante este primer congreso se completó formalmente el proceso de reorganización del Kuomintang para convertirse en el Kuomintang de China (en chino tradicional, 中國國民黨) en 1919 a partir del anterior Partido Revolucionario Chino. También se redactó una declaración política para combatir el imperialismo y el feudalismo, que establecía tres políticas: alianza con la Unión Soviética y alianza con el Partido Comunista de China en el Primer Frente Unido. Este primer congreso finalmente condujo a la reunificación de China cuatro años después, tras la Expedición del Norte.
Con el paso del tiempo, el Kuomintang (KMT) chino perdió su control sobre China y, tras su derrota en China continental, el partido se retiró a Taiwán. Entre 1950 y 1952, el KMT experimentó una profunda reestructuración organizativa. El resultado fue una renovación de sus orígenes leninistas, surgidos de la reorganización previa de 1924. Esto se logró con la ayuda del Comité Central de Reformas del Kuomintang. El Comité del Kuomintang creó diversos controles directos o indirectos sobre el gobierno y la sociedad, lo que le otorgó un dominio indiscutible. Esto finalmente llevó al partido a interactuar estrechamente con la población de Taiwán gracias al reclutamiento de sus miembros y a la implementación de reformas políticas locales, dos agendas clave que nunca se habían implementado en China continental.